# Best tracks 2006-2010 ［vapor］
『Best tracks 2006-2010 ［vapor］』（ベスト・トラックス・2006-2010・ヴェーパー）は、日本のロックバンド、ナイトメアのベストアルバム。2016年1月6日発売。

## 概要
ベストアルバム3部作の第2弾。2006年から2010年までの、VAP在籍中にリリースされたシングル全曲と、オリジナルアルバムより厳選された28曲を、CD2枚組で収録。全曲リマスタリング。

## 収録曲

### Disc 1
1. the WORLD
2. ジャイアニズム叱
3. レゾンデートル
4. このは
5. DIRTY
6. the LAST SHOW
7. WhiteRoom
8. Lost in Blue
9. NAKED LOVE
10. Can you do it?
11. MELODY
12. Rem_
13. a:FANTASIA
14. ジャイアニズム天

### Disc 2
1. BOYS BE SUSPICIOUS
2. アルミナ
3. the FOOL
4. Morpho
5. 縷々〜lulu〜
6. 叙情的に過ぎた時間と不確定な未来へのレクイエム
7. cloudy dayz
8. メビウスの憂鬱
9. ジャイアニズム罰
10. 邂逅カタルシス
11. Mr.trash music
12. MASQUERADE
13. Cynical Re:actor
14. ジャイアニズム死